# Plectreurys ardea
Espèce
Plectreurys ardea est une espèce d'araignées aranéomorphes de la famille des Plectreuridae.

## Distribution
Cette espèce est endémique du Sinaloa au Mexique,.

## Description
La femelle holotype mesure 8 mm et le mâle 8,5 mm.

## Publication originale
- Gertsch, 1958 : The spider family Plectreuridae. American Museum Novitates, no 1920, p. 1-53 (texte intégral).